# Anita Torti
Anita Torti (Sambava, 10 marzo 1976) è una pugile italiana.

## Biografia
Nata in Madagascar da padre italiano e madre malgascia, è professionista nella categoria leggeri.